# Molekulski motor
Molekulski motori su biološke molekulske mašine koje su esencijalni agensi kretanja živih organizama. U opštem smislu, motor se može definisati kao uređaj koji konzumira energiju u jednom obliku i konvertuje je u kretanje ili mehanički rad; na primer, mnogi proteinski molekulski motori koriste hemijsku slobodnu energiju oslobođenu hidrolizom ATP- da bi obavljali mehanički rad. Energetska efikasnost, tog tipa motora može da nadvisi trenutno dostupne veštačke motore. Jedna važna razlika između molekulskih motora i makroskopskih motora je da molekulski motors operišu u termalnom kupatilu, okruženju u kome su fluktuacije usled termičkog rasipanja znatne.

## Spoljašnje veze
- Cimobaza